# Jean Balthasar Schnetzler
Jean Balthasar Schnetzler (getauft als Johann Balthasar Schnetzler; * 3. November 1823 in Gächlingen; † 29. Juni 1896 in Lausanne) war ein Schweizer Naturwissenschaftler und Vater von André Schnetzler.

## Leben und Ausbildung
Jean Balthasar Schnetzler entstammt einer im Kanton Schaffhausen weit verzweigten Familie. Sein Vater Balthasar (1779–1850) war Wachtmeisters, seine Mutter Verena eine geborene Müller. 1851, ein Jahr nach dem Tod seines Vaters, heiratete er Fanny Berdez, Tochter des Kaufmanns André Berdez. Fannys jüngerer Bruder war Louis Berdez, der später Theologe, Jurist und Nationalrats-Politiker wurde.
Nach seiner regulären Schullaufbahn ging Schnetzler im Ausbildungsjahr 1840/41 an das Polytechnikum Stuttgart, die 1876 zur Technischen Hochschule avancierte. Anschliessend arbeitete er als Französischlehrer am Gymnasium Schaffhausen, um ab 1844 bis 1847 naturwissenschaftliche Studium an der Universität Genf aufzunehmen. In dieser Zeit erfolgten erste Publikation zoologischer Fachartikel. In den Jahren 1847 bis 1867 war Schnetzler Lehrer für Naturwissenschaften am Progymnasium Vevey. In diese Zeit fällt der Beginn der Freundschaft mit Henri Nestlé, den er über gleiche Bemühungen, die Stadt Vevey mit Gasbeleuchtung zu versorgen, kennenlernte. In der Folgezeit unterstützte er Nestlé kontinuierlich in der Entwicklung der unter dem Namen Kindermehl seit Herbst 1867 marktreif entwickelten Kleinkindernahrung aus Kuhmilch.: S. 65 Ab dem Lehrjahr 1857/58 war Schnetzler Lehrbeauftragter, ab 1864 ao., in den Jahren 1871–91 Ordinarius, Professor für Botanik an der Akademie Lausanne. In dieser Zeit richtete er dort eine botanische Sammlung ein. 1879 bis 1881 wurde er zum Rektor berufen.
Die Zusammenarbeit mit Nestlé verstärkte sich Mitte der 1850er Jahre, da Nestlé auf Schnetzlers Rat als Nahrungsmittelexperte vertraute. Ein praktisch-unternehmerisches Interesse darf man Schnetzler unterstellen. Schon zuvor hatte Schnetzler sich mit der Pflanzenbiologie und der menschlichen Ernährung befasst und darüber öffentliche Vorträge gehalten.: S. 64 Der am 27. Februar 1867 geborene Sohn Schnetzlers, James  Charles Louis, war zu früh auf die Welt gekommen und kränklich und schwach. Der besorgte Vater trat mit der Bitte an Nestlé, ihm das neuartige Mittel für Proben an dem inzwischen sechs oder acht Monate alten Säugling zu überlassen. Bereits nach wenigen Tagen hatte sich der Kleine erholt. Diese Genesung, die sich in dem kleinen Ort schnell als „Wunder“ herumsprach, war die beste Werbung für Nestlés Kindermehl, das dieser als „Startup“ gebrauchen konnte; der Absatz vervielfachte sich ohne nennenswerte Werbung.: S. 66 In diese Zeit fällt auch der Kontakt zum Botaniker Carl Cramer (1831–1901), mit dem er regen Briefwechsel pflegte.
In die Zeit seiner aktiven Lehrtätigkeit fällt auch die Reblausplage, an deren Bekämpfung er als Wissenschaftler teilgenommen hat. Zu seinen Schülern, die sich mit dem Thema Weinbauschädlinge auseinandergesetzt haben, gehört auch Jean Dufour (1860–1903), sein Nachfolger als Professor für Naturwissenschaft an der Universität von Lausanne.: S. 2–12